# Hopf-Cole-Transformation
Die Hopf-Cole-Transformation ist eine mathematische Transformation, die es erlaubt, die nichtlineare (viskose) Burgersgleichung auf die lineare Wärmeleitungsgleichung zurückzuführen und damit zu lösen. Die Transformation wurde 1950 bzw. 1951 von Eberhard Hopf bzw. Julian Cole unabhängig voneinander entdeckt.

## Details
Die eindimensionale viskose Burgersgleichung
{\displaystyle {\frac {\partial u}{\partial t}}+u{\frac {\partial u}{\partial x}}=\nu {\frac {\partial ^{2}u}{\partial x^{2}}}}
wird durch die Transformation
{\displaystyle u=-2\nu {\frac {\partial }{\partial x}}\ln(\phi )}
in die Wärmeleitungsgleichung
{\displaystyle {\frac {\partial \phi }{\partial t}}=\nu {\frac {\partial ^{2}\phi }{\partial x^{2}}}}
überführt. Daraus ergibt sich für die Lösung des Cauchy-Problems der ursprünglichen Gleichung folgende Formel:
{\displaystyle u(x,t)=-2\nu {\frac {\partial }{\partial x}}\ln \left((4\pi \nu t)^{-1/2}\int _{-\infty }^{\infty }\exp {\Bigl [}-{\frac {(x-x')^{2}}{4\nu t}}-{\frac {1}{2\nu }}\int _{0}^{x'}u(x'',0)\,dx''{\Bigr ]}\,dx'\right).}

## Verallgemeinerung
Etwas allgemeiner wird die semilineare parabolische Differentialgleichung
{\displaystyle {\frac {\partial u}{\partial t}}-a\Delta u+b|\mathrm {grad} \,u|^{2}=0}
durch die Transformation
{\displaystyle u=-{\frac {a}{b}}\ln(\phi )}
in die Wärmeleitungsgleichung
{\displaystyle {\frac {\partial \phi }{\partial t}}-a\Delta \phi =0}
überführt.